# Осока пухирчаста
Осока пухирчаста (Carex vesicaria) — вид рослин родини осокові (Cyperaceae), поширений у Європі, зх. Азії, Північній Америці.

## Опис

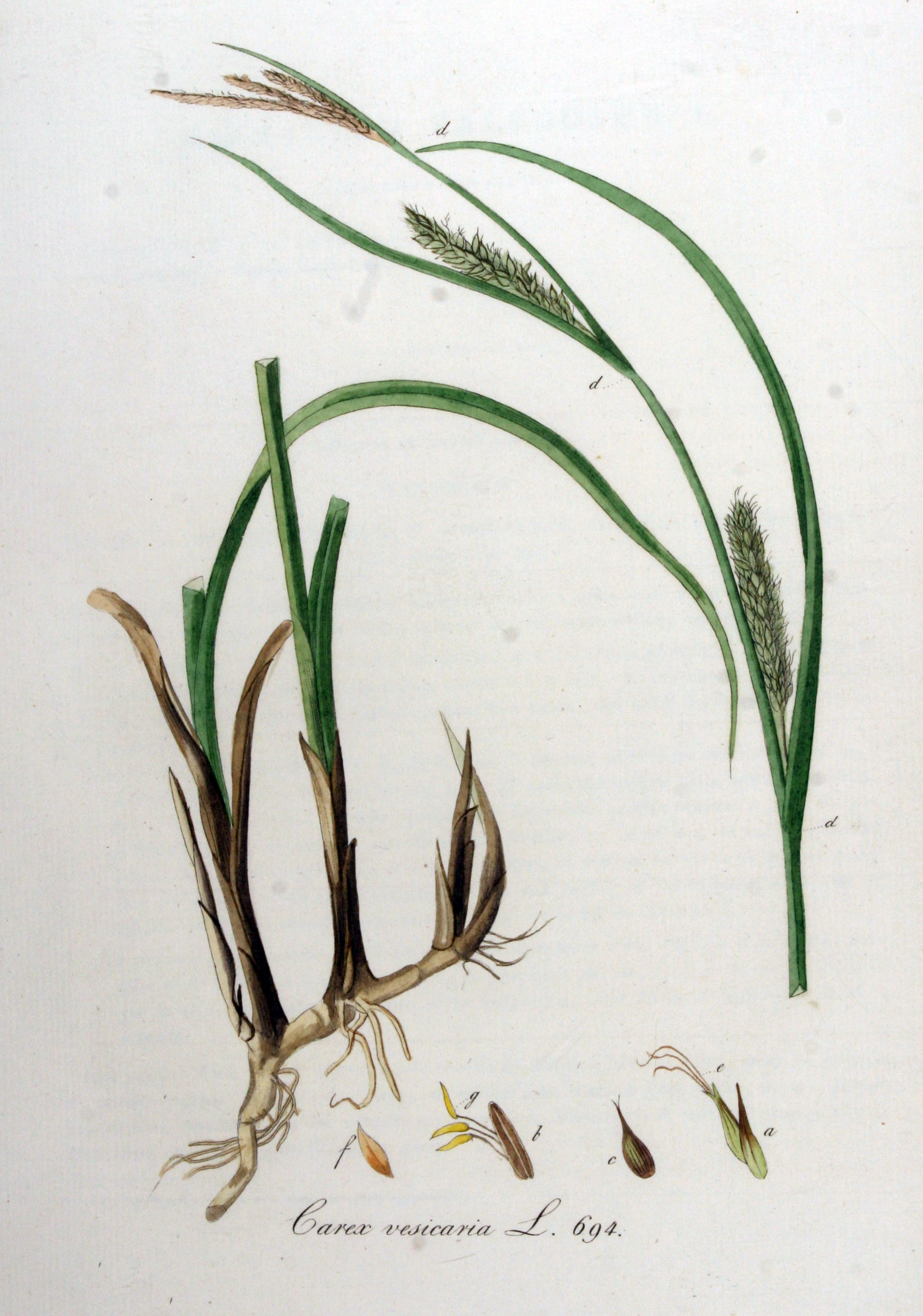

Багаторічна трав'яниста рослина 30–100 см заввишки; росте пучками, кореневища короткі. Стебла частіше гостро-3-гранні. Листки 2-складчасті, з обох боків яскраво-зелені, блискучі, 3–6 мм шириною. Жіночі колоски з косо вгору спрямованими мішечками (тобто розташованими під б. м. гострим кутом до осі колоска). Мішечки яйцеподібні або довгасто-яйцюваті; зрілі — жовтувато-зелені, 7–8 мм довжиною, з жилками, поступово переходять у більш короткий гостро-2-зубчастий носик. 2n = 70, 74, 82, 88.

## Поширення
Поширений у Європі, зх. Азії, Північній Америці.
В Україні зростає на сирих луках, низинних болотах, берегах водойм, у придорожніх пониженнях — на всій території звичайний.